# Elisabeth Otter-Knoll
Johanna Elisabeth Sophia Otter-Knoll (Utrecht, 13 januari 1818 – Amsterdam, 20 februari 1900) was de oprichtster van de Elisabeth Otter-Knoll Stichting te Amsterdam. Deze stichting verzorgde huisvesting voor oudere dames uit de deftige stand.

## Levensloop
Ze was de dochter van Isaac Knoll (1785-1856), legerkapitein, en Johanna Hester Smith (1788-1821), hofdame.
In december 1847 trouwde Elisabeth op bijna dertigjarige leeftijd met de 45-jarige Adolph Fortgens Otter (1803-1858), scheepsmakelaar en scheepsassuradeur, toen al een vermogend man. Na het overlijden van haar man erfde Elisabeth het monumentale pand aan de Kloveniersburgwal 97 in Amsterdam, veel waardepapieren en 184.000 gulden in contanten. Haar man had in zijn testament bepaald dat zijn nalatenschap bestemd was voor de stichting van een tehuis voor bejaarde zeelieden. Vanaf 1860 ging het zo slecht met de koopvaardij dat de behoefte aan opvang van oude zeelui verminderde en dit plan werd opgeschort.
Ze hertrouwde met Hendrik Luëssen (1822-1887), predikant. Het huwelijk werd gesloten op huwelijkse voorwaarden en was vooral een verstandshuwelijk. Zij bleef wonen in Amsterdam, hij in Wijk aan Zee. Zij steunde financieel de diaconie van haar mans gemeente, hij stelde haar in staat financiële handelingen te verrichten. Beide huwelijken van Elisabeth Knoll bleven kinderloos.
Ze overleed op 20 november 1900. Het grafmonument van Elisabeth Otter-Knoll op de begraafplaats Zorgvlied in Amsterdam is een rijksmonument.

## Elisabeth Otter-Knoll Hofje
Elisabeth Otter-Knoll ging behoedzaam met haar vermogen om, dat zich in de loop der jaren vermeerderde dankzij een aantal erfenissen. Van haar moeder erfde zij in 1847 zesduizend gulden, niet lang daarna 128.500 gulden van haar grootvader Smith. In 1858 en 1859 kwamen daar de erfenissen van haar man en haar schoonmoeder bij. In later jaren volgden erfenissen van andere familieleden.
Van haar vermogen verstrekte zij hypothecaire leningen en ze verhuurde huizen.
In 1894 kocht zij een terrein van 2025 vierkante meter aan de Eikenweg in Amsterdam om er een hofje te laten bouwen. Het hofje, later gevestigd in Eikenplein 2-22 werd bestemd voor "oudere fatsoenlijke dames" die buiten hun schuld om niet in staat waren in hun onderhoud te voorzien. Zij moesten minstens 55 jaar oud zijn, ongehuwd of weduwe, kinderloos en bij voorkeur protestants. Naast woonruimte ontvingen zij een jaarlijkse toelage om van te leven. De toelage moest jaarlijks opnieuw aangevraagd worden.
Voor het ontwerp van het hofje werd de architect Jan van Looy ingeschakeld. In 1904 werd met de bouw begonnen, in 1912 werd het hofje geopend met zestien woningen, een eet- en conversatiezaal en een regentenkamer. Het gebouw heeft als hofje dienstgedaan tot 1980. Het voldeed niet meer aan de eisen voor moderne bejaardenzorg. Een nieuw verzorgingstehuis onder dezelfde naam werd gevestigd in Amsterdam-Buitenveldert.